# Carebara sudanica
Carebara sudanica é uma espécie de inseto do gênero Carebara, pertencente à família Formicidae.